# Georgia Groome
Georgia Isobel Groome (ur. 11 lutego 1992 w Nottingham) – brytyjska aktorka.
Georgia Groome była jednym z ośmiu Młodych Poszukiwaczy Przygód na Serious Amazon CBBC w 2006. W 2009 zadebiutowała na scenie w sztuce Tusk tusk, nowej twórczości Polly Stenham w Royal Court Theatre w Londynie.
Od 2011 związała się z Rupertem Grintem. Mają jedno dziecko.

## Filmografia
- 2001: A Fish Out of Water jako Jenny
- 2006: Z Londynu do Brighton (London to Brighton) jako Joanne
- 2007: My Mother jako Millie
- 2008: Zarżnięci żywcem (The Cottage) jako córka farmera
- 2008: Angus, stringi i przytulanki (Angus, Thongs and Perfect Snogging) jako Georgia Nicolson
- 2008: Zniknięcia (The Disappeared) jako Sophie Pryor
- 2009: Leaving Eva jako Kiera
- 2009: The Bill jako Paige Farrelly
- 2010: The True Meaning of Love jako Alice
- 2010: Lewis jako Briony Grahame